# Yvonne Schuring
Yvonne Schuring, född den 4 januari 1978, är en österrikisk kanotist.
Hon tog bland annat VM-guld i K-2 500 meter i samband med sprintvärldsmästerskapen i kanotsport 2011 i Szeged.